# Bril (planetoïde)
(287432) Bril is een planetoïde, in januari 2024 vernoemd naar de Nederlandse amateurastronoom Hendrik Jan Izaäk (Henk) Bril (Wolvega, 1962) uit Nieuwstadt, oud-voorzitter van de Werkgroep Sterbedekkingen van de Koninklijke Nederlandse Vereniging voor Weer- en Sterrenkunde, en in 2005 ontvanger van de Dr. J. van der Biltprijs.
De planetoïde werd ontdekt door Marco Langbroek op 6 januari 2009, op archiefopnamen van het NEAT-project genomen in november 2002 met de 1.2 meter Schmidt-telescoop op Mt. Palomar in de Verenigde Staten. De planetoïde heeft een diameter van naar schatting 2,3 km.
De baan van planetoïde Bril ligt in de planetoïdengordel tussen de banen van Mars en Jupiter. Voordat de planetoïde het definitieve nummer (287432) en de naam Bril kreeg, werd deze aangeduid als 2002 WP28.
De omlooptijd rond de Zon bedraagt 5,69 jaar (2077 dagen).
Absolute magnitude = 16,94.